# Погорельщина
«Погоре́льщина» (1928) — поэма Николая Алексеевича Клюева, одно из самых значительных произведений русской новокрестьянской поэзии. Клюев считал «Погорельщину» вместе с поэмой «Песнь о Великой Матери» (не законченной им из-за смерти) своими главными произведениями, говоря о них: «то, для чего я родился». 
Место действия — деревня Сиговой Лоб (называемая в поэме также Сиговец и Сиг), судя по описанию, находящаяся на северо-западе России в бывшей Олонецкой губернии, на родине Клюева. Время действия — 1920-е годы. К поэме автором был приложен словарь из 26 слов.  

## О поэме
Используя высочайшие художественные средства, Клюев создал в этой поэме образ страдающей и гибнущей в муках крестьянской России. Образы деревенских иконописцев, восходящих традицией к Парамшину, Андрею Рублёву, Прокопию Чирину, и столпника старца Нила служат оплотом родного поэту крестьянского мира, «избяного рая», который грозит опустошить «змей», олицетворяющий собой коллективизацию, воспринимаемую Клюевым как процесс, «разрушающий русскую деревню и гибельный для русского народа».
Так, например, описание голода в деревне Клюев начинает словами:
Се предреченная звезда,
Что тёмным бором иногда
Совою окликала нас!..
Грызёт лесной иконостас
Октябрь — поджарая волчица,
Тоскуют печи по ковригам,
И шарит оторопь по ригам
Щепоть кормилицы-мучицы.
Ушли из озера налимы,
Поедены гужи и пимы,
Кора и кожа с хомутов,
Не насыщая животов.
При жизни поэта «Погорельщина» не публиковалась. В конце 1920-х — начале 1930-х Клюев читал её на собраниях в квартирах знакомых литераторов, артистов, художников, что послужило впоследствии одним из главных поводов для обвинений в «антисоветской агитации» и «составлении и распространении контрреволюционных литературных произведений» (статья 58, пункт 10), в результате которых Клюев был сначала отправлен в ссылку (1934), а затем расстрелян (1937).
В 1929 году Клюев подарил рукопись «Погорельщины» итальянскому учёному-слависту Этторе Ло Гатто, и таким образом она была сохранена и впоследствии издана в составе двухтомного собрания сочинений Клюева, вышедшего в Нью-Йорке (1954).

 
В СССР впервые опубликована через полвека после смерти автора в журнале «Новый мир» (1987).

## Документы и цитаты

### Выдержка из протокола допроса
- Вопрос: Каковы ваши взгляды на советскую действительность и ваше отношение к политике Коммунистической партии и Советской власти?

- Ответ (Н. А. Клюев): Мои взгляды на советскую действительность и моё отношение к политике Коммунистической партии и Советской власти определяются моими реакционными религиозно-философскими воззрениями. Происходя из старинного старообрядческого рода, идущего по линии матери от протопопа Аввакума, я воспитан на древнерусской культуре Корсуня, Киева и Новгорода и впитал в себя любовь к древней, допетровской Руси, певцом которой я являюсь. Осуществляемое при диктатуре пролетариата строительство социализма в СССР окончательно разрушило мою мечту о Древней Руси. Отсюда мое враждебное отношение к политике компартии и Советской власти, направленной к социалистическому переустройству страны. Практические мероприятия, осуществляющие эту политику, я рассматриваю как насилие государства над народом, истекающим кровью и огненной болью.<…>

- Вопрос: Какое выражение находят ваши взгляды в вашей литературной деятельности?

- Ответ (Н. А. Клюев): Мои взгляды нашли исчерпывающее выражение в моём творчестве. Конкретизировать этот ответ могу следующими разъяснениями. Мой взгляд, что Октябрьская революция повергла страну в пучину страданий и бедствий и сделала её самой несчастной в мире, я выразил в стихотворении «Если демоны чумы, проказы и холеры...» <…> Мой взгляд на коллективизацию, как на процесс, разрушающий русскую деревню и гибельный для русского народа, я выразил в своей поэме «Погорельщина», в которой картины людоедства я заканчиваю следующими стихами:

Так погибал Великий Сиг,
Заставкою из древних книг,
Где Стратилатом на коне,
Душа России, вся в огне,
Летит по граду, чьи врата
Под знаком чаши и креста.

### Выдержка из письма
Из письма Н. А. Клюева, находящегося в ссылке в Колпашеве, своему другу поэту Сергею Клычкову:

Я сгорел на своей «Погорельщине», как некогда сгорел мой прадед протопоп Аввакум на костре пустозерском. Кровь моя волей или неволей связует две эпохи: озарённую смолистыми кострами и запалами самосожжений эпоху царя Фёдора Алексеевича и нашу, такую юную и потому многого не знающую. Я сослан в Нарым, в посёлок Колпашев на верную и мучительную смерть.<…> Четыре месяца тюрьмы и этапов, только по отрывному календарю скоро проходящих и лёгких, обглодали меня до костей.<…> Небо в лохмотьях, косые, налетающие с тысячевёрстных болот дожди, немолчный ветер — это зовётся здесь летом, затем свирепая пятидесятиградусная зима, а я голый, даже без шапки, в чужих штанах, потому что всё моё выкрали в общей камере шалманы.